# Teatrul Mariinski

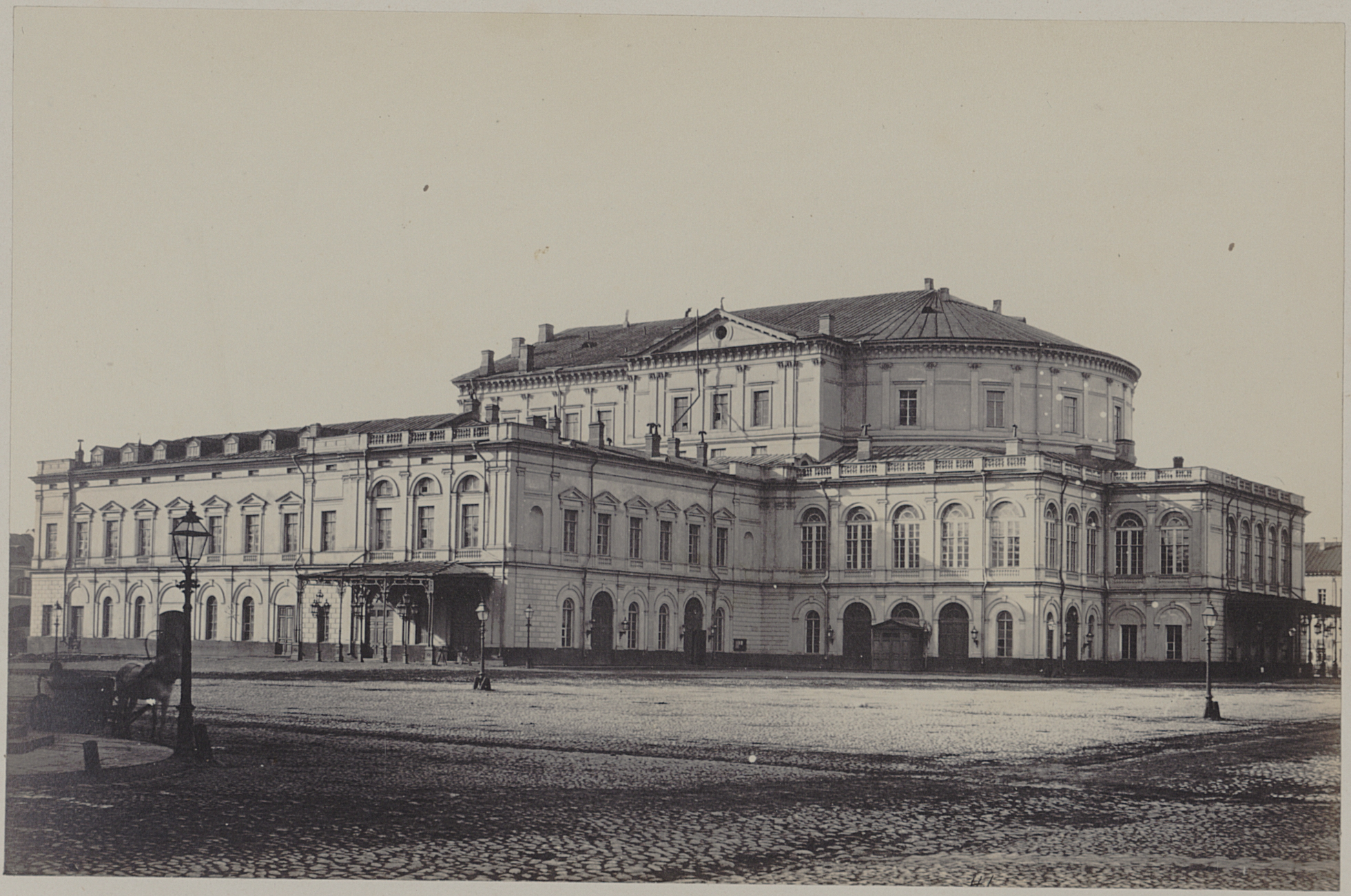
Teatrul Mariinski cca. 1869

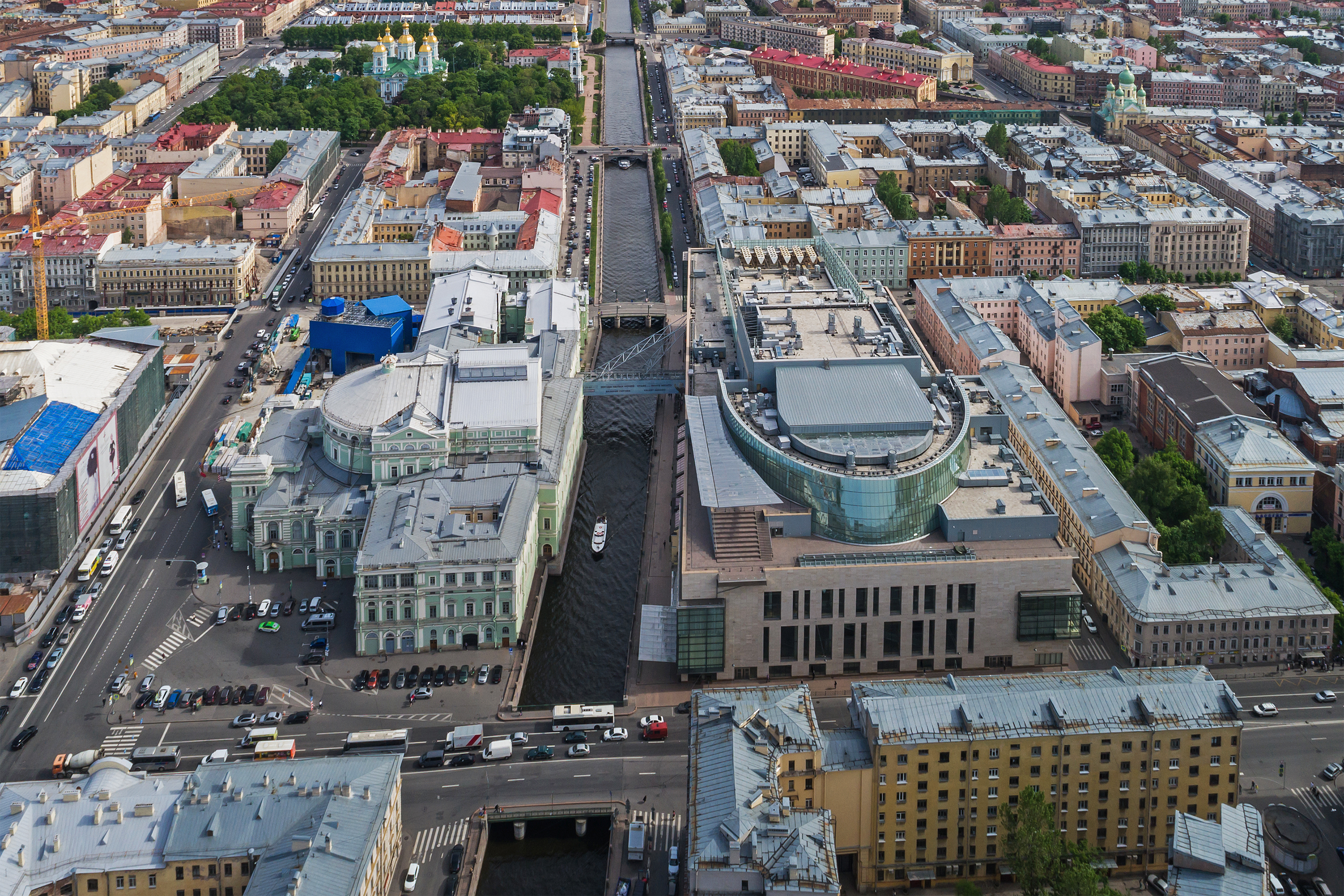
Clădirea principală (stânga) și a doua scenă a Teatrului Mariinski în dreapta canalului

Teatrul Mariinski (în (rusă Марии́нский теа́тр) este un teatru istoric de operă și balet din Sankt Petersburg, Rusia. Inaugurat în 1860, a devenit teatrul muzical preeminent al Rusiei de la sfârșitul secolului al XIX-lea, unde multe dintre capodoperele de scenă ale lui Ceaikovski, Mussorgski și Rimski-Korsakov și-au sărbătorit premiera. În cea mai mare parte a erei sovietice, a fost cunoscut sub numele de Teatrul S. M. Kirov. Astăzi, Teatrul Mariinski găzduiește Baletul Mariinski, Opera Mariinski și Orchestra Mariinski. 

## Istoric
Construită în 1860 de Alberto Cavos, clădirea a fost numită inițial după Maria Alexandrovna von Hessen-Darmstadt, soția Țarului Aleksandr al II-lea. Când în 1886 clădirea Teatrul Bolșoi s-a dovedit a fi degradată, Opera Imperială și Baletul Imperial s-au mutat sub conducerea directorului artistic Ivan Vsevolozhsky în Teatrul Mariinski. În 1919 i s-a dat inițial numele „GATOB” („Gosudarstvenîi akademiceski teatr operî i baleta”, în română „Teatrul Academic de Stat de Operă și Balet”) și a fost numit în 1935 după președintele Sovietului din Leningrad, asasinat în 1934, Serghei Kirov, redenumit „Teatrul Kirov”. Din 1992 și-a primit din nou numele inițal.
- 1860 – 1920: Teatrul Imperial Mariinski (în rusă Императорский Мариинский театр)
- 1920 – 1924: Teatrul Academic de Stat de Operă și Balet (în rusă Государственный академический театр оперы и балета)
- 1924 – 1935: Teatrul Academic de Stat de Operă și Balet din Leningrad (în rusă Ленинградский государственный академический театр оперы и балета)
- 1935 – 1992: Teatrul Academic de Stat de Operă și Balet S. M. Kirov (în rusă Государственный академический театр оперы и балета имени С. М. Кирова) (numeroase locuri și instituții numite sau redenumite în acele timpuri după Sergei Kirov)
- din 1992: Teatrul Academic de Stat Mariinski (în rusă Государственный aкадемический Мариинский театр)

Notă: acronimul „GATOB” (Gosudarstvennîi akademiceski teatr operî i baleta) adesea este întâlnită în relatările istorice.
Clădirea poate găzdui 2000 de spectatori. Sala este bogat decorată în albastru, alb și auriu. Lucrările foarte ample de restaurare și transformare conduse de arhitectul Dominique Perrault au început în 2006 și au fost finalizate în 2009. Acustica sălii de concert a fost proiectată de Yasuhisa Toyota și compania sa. Pe 2 mai 2013, noua clădire a teatrului a fost inaugurată în prezența președintelui rus Vladimir Putin (costuri în valoare de 550 milioane de euro).

## Premiere (selecție)

### Balet
- 1890 – Ceaikovski: Frumoasa din pădurea adormită
- 1892 – Ceaikovski: Spărgătorul de nuci
- 1895 – Ceaikovski: Lacul lebedelor
- 1898 – Glazunov: Raimonda

### Operă
- 1863 – Semion Gulak-Artemovski: Zaporojeț za Dunaem
- 1873 – Rimski-Korsakov: Pskoviteanka
- 1874 – Musorgski: Boris Godunov
- 1880 – Rimski-Korsakov: Noapte de mai
- 1881 – Ceaikovski: Fecioara din Orléans
- 1882 – Rimski-Korsakow: Fulg de nea
- 1887 – Ceaikovski: Vrăjitoarea
- 1890 – Borodin: Cneazul Igor
- 1890 – Ceaikovski: Dama de pică
- 1892 – Ceaikovski: Iolanta
- 1892 – Rimski-Korsakov: Mlada
- 1895 – Rimski-Korsakov: Noaptea de Ajun
- 1902 – Rimski-Korsakov: Servilia
- 1907 – Rimski-Korsakov: Poveste despre orașul nevăzut Kitej și despre fecioara Fevronia
- 1930 – Deșevov: Gheață și oțel (Лед и сталь)

## Ca teatru S. M. Kirov

### Balet
- 1930 Secolul de aur (Золотой век) – muzica Dmitri Șostakovici
- 1932 Flăcările Parisului (Пла́мя Пари́жа) – muzica Boris Asafiev
- 1934 Fântâna din Bahcisarai (Бахчисарайский фонтан) – muzica Boris Asafiev
- 1939 Laurencia (Лауренсия) – muzica Aleksandr Abramovici Krein
- 1940 Romeo și Julieta (Ромео и Джульетта) – muzica Serghei Prokofiev
- 1949 Călărețul de aramă (Медный всадник) – muzica Reinhold Glière
- 1942 Gaiane (Гаянэ), – muzica Aram Haciaturian (a doua versiune a baletului)
- 1956 Spartacus (Спартак) – muzica Aram Haciaturian